# 高子曼
高子曼（1930年—），男，汉族，浙江杭州人，中华人民共和国政治人物。第六届全国人大代表，第七、八届全国政协委员。